# Kabinet-Stresemann I
Het  Kabinet–Stresemann I regeerde in de Weimarrepubliek van 13 augustus 1923 tot 3 oktober 1923. Dit kabinet bestond uit een coalitie van de Sociaaldemocratische Partij van Duitsland (SPD), de Duitse Centrumpartij (Zentrum), de Duitse Democratische Partij (DDP), de Duitse Volkspartij (DVP) en één partijloze.

## Kabinet–Stresemann I
| Ambtsbekleder                        | Ambtsbekleder     | Ambtsbekleder                 | Functie(s)                            | Ambtstermijn     | Ambtstermijn     | Partij(en) |
| ------------------------------------ | ----------------- | ----------------------------- | ------------------------------------- | ---------------- | ---------------- | ---------- |
|                                      | Gustav Stresemann | Gustav Stresemann (1878–1929) | Rijkskanselier                        | 13 augustus 1923 | 30 november 1923 | DVP        |
| Rijksminister van Buitenlandse Zaken | Gustav Stresemann | Gustav Stresemann (1878–1929) | 3 oktober 1929                        | 13 augustus 1923 |                  | DVP        |
|                                      | Robert Schmidt    | Robert Schmidt (1864–1943)    | Vicekanselier                         | 13 augustus 1923 | 3 oktober 1923   | SPD        |
| Rijksminister van Wederopbouw        | Robert Schmidt    | Robert Schmidt (1864–1943)    | 2 november 1923                       | 13 augustus 1923 |                  | SPD        |
|                                      | Wilhelm Sollmann  | Wilhelm Sollmann (1881–1951)  | Rijksminister van Binnenlandse Zaken  | 13 augustus 1923 | 3 november 1923  | DVP        |
|                                      | Rudolf Hilferding | Rudolf Hilferding (1877–1941) | Rijksminister van Financiën           | 13 augustus 1923 | 3 oktober 1923   | SPD        |
|                                      | Gustav Radbruch   | Gustav Radbruch (1878–1949)   | Rijksminister van Justitie            | 13 augustus 1923 | 30 november 1923 | SPD        |
|                                      |                   | Hans von Raumer (1870–1965)   | Rijksminister van Economische Zaken   | 13 augustus 1923 | 3 oktober 1923   | DVP        |
|                                      | Otto Geßler       | Otto Geßler (1875–1955)       | Rijksminister van Defensie            | 27 maart 1920    | 20 januari 1928  | DDP        |
|                                      | Heinrich Brauns   | Heinrich Brauns (1868–1939)   | Rijksminister van Arbeid              | 20 juni 1920     | 12 juni 1928     | DZ         |
|                                      | Rudolf Oeser      | Rudolf Oeser (1858–1926)      | Rijksminister van Verkeer             | 13 augustus 1923 | 11 oktober 1924  | DDP        |
|                                      | Hans Luther       | Hans Luther (1879–1962)       | Rijksminister van Voedsel en Landbouw | 1 december 1922  | 3 oktober 1923   | O          |
|                                      | Anton Höfle       | Anton Höfle (1882–1925)       | Rijksminister van Posterijen          | 13 augustus 1923 | 15 januari 1925  | DZ         |
|                                      | Heinrich Brauns   | Johannes Fuchs (1874–1956)    | Rijksminister van Bezette Gebieden    | 13 augustus 1923 | 30 november 1923 | DZ         |